# 闽南科技学院
闽南科技学院，简称闽科，是中华人民共和国的一所全日制本科民办普通高等学校，位于福建省南安市。
2001年，福建师范大学闽南科技学院成立，是福建省首批设置的独立学院之一 。2018年11月，脱离福建师范大学，并更名为闽南科技学院。
学院现有康美、美林两个校区，占地面积近700亩。